# إيزابيل غيران
إيزابيل غيران (بالفرنسية: Isabelle Guérin)‏ هي راقصة باليه فرنسية، ولدت في 6 مايو 1961 في فرنسا.